# Knema cinerea
Knema cinerea är en tvåhjärtbladig växtart som först beskrevs av Jean Louis Marie Poiret, och fick sitt nu gällande namn av Otto Warburg. Knema cinerea ingår i släktet Knema och familjen Myristicaceae. Inga underarter finns listade i Catalogue of Life.